# まじかる☆プリンス
『まじかる☆プリンス』は、2008年3月28日にロールより発売された18禁魔法のプリンス花嫁探しドタバタまじかるコメディアドベンチャーゲーム。最初の生産分で開発環境のデータを誤ってプレスしてしまうミスを行って、不良ディスクの回収交換を行ったが、約一ヵ月後に配布された修正版でも、『CGModeやReplayが使える状態にならない』と言った不具合が発生した。

## 経緯
- 2008年
  - 3月24日 - Windows（PC）版発売（18禁）
  - 3月31日 - 同社よりゲームディスクが不良品であることが発表される
  - 4月4日 - 不良の原因がミスプレスである事と、不良ディスクの回収交換の発表
  - 4月23日 - Windows（PC）版の修正版の発送開始

## ストーリー
「王になってほしいの」
ある日の放課後、公園のブランコに一人で居た少女から、そう頼まれた主人公・宮本勇輝は、子供の遊びだと思い、その少女が魔法使いであることにも気付かずに、王になるよと軽々しく宣言してしまった。
そして次の日の朝、起きたらベッドの横に昨日の少女「ミラ」がいて、昨日の約束は遊びではなく本当に「魔法王になる」契約だと告げられる。
しかし、勇輝は魔法使いを育成する特別な学園、国立第弐魔道師養成学園（通称「第弐」）に通っているとはいえ、実技がダメで魔法がほとんど使えないため、入学早々、成績最下位でおちこぼれ中。勇輝が入学できた事が学園の七不思議とまでいわれている状況である。
魔法王になるなんて無理なことだと断るのだが、たとえ口約束とはいえ魔法使い同士の契約は守らないと罰があり、ミラが言うには王にならないと、たぶん、死ぬことになるとのこと。
しぶしぶ魔法王になることは承諾したものの、王になるためにはお妃を決めないといけないと告げられ、恋人もいないのにと勇輝は困り果てる始末。
こうして、勇輝はミラによる無理やりなお妃探しに巻き込まれることになってしまった。

## 登場人物
本作においては、ヒロインのルートによって設定が異なるので、各ルートの専用設定はその旨を記述する。

### 主人公
宮本勇輝（みやもとゆうき）
本編の主人公・女の子のような顔立ちで、優柔不断。誰に対しても優しい性格。趣味はゲーム。
プリンセス候補の女の子やミラに振り回される事が多いが、一度決断すると、曲げることがない芯の強い面もある。
魔法は、初歩レベルの治癒魔法が少し使える程度で、周囲からはなぜ「第弐」には入れたのか判らないと言われるくらいに成績も悪く、補修からも逃げだすようなヘタレ状態。
家庭状況は、父が制御魔術師で現在単身赴任中、母も優秀な魔法使いで忙しく家にいないことが多い。そのうえ、千歳の両親が海外赴任のため勇輝の母の勧めにより千歳が現在同居中。また、ミラも事情を察した勇輝の母の計らいで同居する事になる。

### ヒロイン
柳田千歳（やなぎだ ちとせ）
勇輝のクラスメイトでかつ幼馴染。勝気で世話焼き。直情的で口より手が早い性格。野球好きで好きな球団は遠鉄バッファローズ。
魔力は普通のレベルですが、制御力が非常に強いため、勇輝のお妃候補に選ばれている。リボンは子供の頃、勇輝にもらったものを今でも使っている。
料理が得意で、時々勇輝のお弁当を作ったりしているが、低血圧で朝に弱いので、勇輝に起されることも多い。
両親のアルゼンチン赴任で、勇輝と同居するようになってからは、より近い存在になったのだが素直になれずにいるため、口より手の早い性格がエスカレートしている。また、勇輝がオチコボレている事を気にしておりヘタレていることに苛立ってもいる。
ミライベル・ゲオルグ
魔法王とそのお妃を決めるためのコーディネーターとして、魔法世界からきた女の子。愛称は「ミラ」。カレーと甘いもの好きである。
いつも眠たげな表情をしており、勇輝以外の人間の前では、可愛い子供を演じているが、コーディネーターとして、勇輝をできるだけ早く魔法王にするためにいろいろと陰謀を企んで実行している時は「裏ミラモード」と呼ばれる子供とは思えない性格になる。
しゃべる魔道書「まぐ」と、ぬいぐるみ状の猫の使い魔「ぽち」を従えている。また、魔力は高く、通常の状況ではヘレナより強力な魔法が使える。
本当は勇輝より少し年上で、魔法世界の貴族の娘として生まれ、幼き頃には魔法王とそのお妃に憧れていた。しかし、代々コーディネーターの家系であるため魔法王のお妃候補になることが許されないうえ、没落状態にある家を復興させるには、今回の任務で失敗が許されない状況であった。そのため可愛い子供の容姿と言葉遣いになるように自身に魔法をかけ、私情を捨てて任務を成功させようとしている。
折口櫻（おりぐち さくら）
勇輝のクラスメイト。おっとりしているようだが、自分の意見はハッキリと言う性格。目が少し悪いようで時々メガネを掛ける。非常に辛いものが好きで、実はかなりの味音痴。第弐に通う為に両親のもとを離れて一人暮らしをしている。
魔力、制御力共に優秀で、勇輝、ヘレナに次いで魔法王の第三の王位継承候補になっており、勇輝のお妃候補にも選ばれてもいる。
優等生だがそれを鼻にかけることが無い上に、風紀委員としても、堅苦しい訳ではなくその時の事情に合わせて判断するので、非常に人気が高く学園のアイドル的存在でファンクラブもあるが、当人はそれに困惑気味。
千歳と仲がよく、勇輝のことがすこし気になっている様子。最近は、制御力がスランプ気味らしく、屋上で隠れて特訓している。
櫻ルートでは、勇輝が千歳と出会う以前に勇輝と出会って一緒に魔法の修行を行っていたが、両親の転勤で別れることになり、その後、勇輝は千歳と出会う前に魔力と魔法に関する記憶を封印されてしまったため、お互いのことを気付けない状況にある。
大塚しおり（おおつか -）
勇輝のクラスメイト。性格は、内向的でネガティブな思考をしがちでクラスでは孤立気味だが、本に関する話題では、饒舌になる。
趣味は読書で、特に魔道書を読むことが好き。好きなものは本。図書委員会に所属していて、自分が当番で無い日でも頻繁に図書委員の仕事を手伝っている。
放課後は図書室にいるか、自宅である商店街にある小さな本屋の手伝いをしている。
ヘレナ・フォン・バルタザール
勇輝のクラスにドイツから来た転校生。
クールキャラで高貴な女の子を演じているが、実は努力家で正義感あふれる性格。しかしドジな面もある。
オーストリア帝国の名門の血を引き、魔力が高いこともあって、勇輝が魔法王の候補に挙がるまでは、第一の王位継承候補だったので、政治的圧力で勇輝のお妃候補に加えられているが、当人は勇輝が第一の王位継承候補であることに納得していない。

### サブキャラクター
岡正雄（おか まさお）
勇輝のクラスメイト。
渋沢菖（しぶさわ あやめ）
勇輝のクラスメイト。
江崎美咲（えざき みさき）
勇輝のクラスメイト。
瑞穂明日香（みずほ あすか）
学園の校医。
今回の魔法王選定の責任者。
宮本麗菜（みやもと れいな）
勇輝の母。優秀な魔法使いで忙しく家にいない事が多いのだが、非常に子煩悩で忙しい仕事の合間を縫っては、家に帰ってきて勇輝ために料理を用意したりしている。
元魔法世界の住人で、制御魔術の勉強のために魔法世界に留学していた勇輝の父親と駆け落ち同然で人間界に来たため、現在は魔法世界に戻れない状況になっている。

## スタッフ
- シナリオ：天崎カケル、尾崎貞夫、綺月鏡水、姫ノ木あく、箕崎准
- 原画：オダワラハコネ サークル「VISTA」
- 音楽：猫野こめっと